# Namanereis minuta
Namanereis minuta är en ringmaskart som beskrevs av Glasby 1999. Namanereis minuta ingår i släktet Namanereis och familjen Nereididae. Inga underarter finns listade i Catalogue of Life.